# Inzigkofen
Inzigkofen – miejscowość i gmina w Niemczech, w kraju związkowym Badenia-Wirtembergia, w rejencji Tybinga, w regionie Bodensee-Oberschwaben, w powiecie Sigmaringen, wchodzi w skład związku gmin Sigmaringen. Leży na pograniczu Jury Szwabskiej i Górnej Szwabii, ok. 3 km na południowy zachód od Sigmaringen.